# Les Liens du souvenir
Pour plus de détails, voir Fiche technique et Distribution.
Les Liens du souvenir (Unstrung Heroes) est une comédie dramatique américaine réalisée par Diane Keaton, sortie en 1995 aux États-Unis. Le film a par ailleurs bénéficié de sélection dans diverses cérémonies de récompense telles qu'aux Oscars ou encore aux Grammy Awards. Il met en scène un enfant, interprété par Nathan Watt, qui va perdre sa mère sous peu. Ayant trop peur de ce qui pourrait arriver, ce dernier quitte son foyer pour aller vivre chez ses deux oncles.
Tourné en Californie, à Pasadena et à Downey, Les Liens du souvenir est la deuxième réalisation de Diane Keaton, après Heaven (1987). Elle a néanmoins tourné plusieurs téléfilms et séries entre-temps. Si son premier film n'a pas reçu un grand succès, Les Liens du souvenir paraît quelque peu meilleur. Outre ses nominations, sa réception publique et critique est sensiblement meilleure.

## Synopsis
Steven Lidz, jeune enfant de douze ans, est malheureux depuis que sa mère est malade. En effet, cette dernière vient d'apprendre qu'il ne lui reste plus qu'un mois à vivre. Sid, son mari, n'arrive pas à surmonter la nouvelle. Steven tente alors de trouver ce qui lui manque pour donner un sens à sa vie en partant vivre chez ses deux oncles. Ce sont deux hommes farfelus. Après quelque temps, Steven commence à changer, mais ses parents désirent qu'il revienne vivre à la maison. Néanmoins, Steven a beaucoup changé depuis qu'il est parti : il est maintenant heureux et populaire.

## Fiche technique
- Titre : Les Liens du souvenir
- Titre original : Unstrung Heroes
- Réalisation : Diane Keaton
- Scénario : Richard LaGravenese, d'après le roman de Franz Lidz
- Production : Susan Arnold, Bill Badalato, Franz Lidz et Donna Roth
- Société de production : Hollywood Pictures
- Société de distribution : Buena Vista Pictures
- Musique : Thomas Newman
- Photographie : Phedon Papamichael
- Montage : Lisa Zeno Churgin
- Direction artistique : Chris Cornwell
- Décors : Garreth Stover
- Costumes : Jill M. Ohanneson
- Pays de production : États-Unis
- Langue originale : Anglais
- Format : Couleurs - 1,85:1 - Dolby Digital - 35 mm[2]
- Genre : Comédie dramatique
- Durée : 93 minutes[1]
- Dates de sortie[3] :
  - États-Unis : 15 décembre 1995
  - France : 24 janvier 1996
  - Belgique : 7 février 1996
- Lieux de tournage[4] : Downey et Pasadena (Californie)

## Distribution
- Andie MacDowell : Selma Lidz
- John Turturro (V. F. : Michel Mella) : Sid Lidz
- Michael Richards : Danny Lidz
- Maury Chaykin : Arthur Lidz
- Nathan Watt : Steven et Franz Lidz
- Anne De Salvo : May
- Celia Weston : Amelia
- Jack McGee : Lindquist
- Candice Azzara : Joanie
- Kendra Krull : Sandy Lidz
- Giuseppe Andrews : Ash
- Lillian Adams : Tante Estelle
- Lou Cutell : Oncle Melvin
- Sumer Stamper : Nancy Oppenheim
- Sean P. Donahue : Ralph Crispi
- Rabbi Harold M. Schulweis : Rabbi Blaustein
- Zoaunne LeRoy : Madame Kantruitz
- Vince Melocchi : Inspecteur Marshall

## Autour du film

### Réception publique
Alors qu'il a été nommé à plusieurs cérémonies de récompense telles que les Oscars ou encore les Grammy Awards, Les Liens du souvenir a remporté un succès public limité. Lors de sa semaine d'ouverture aux États-Unis, le film a remporté 185 183 $ divisé en dix salles. Il terminera son exploitation après trois semaines de projection, en récoltant une recette finale brute de 7 929 434 $. Les Liens du souvenir est par ailleurs classé 127e film de l'année 1995.
Les Liens du souvenir est le deuxième film en tant que réalisateur de Diane Keaton. Elle avait précédemment tourné Heaven en 1987. Son précédent film n'avait pas reçu un grand succès. Il s'agissait, qui plus est, d'un film documentaire. Pourtant, pour la première fois dans la carrière de la réalisatrice, son film est sélectionné à des cérémonies de récompenses majeures, marquant ainsi le début de sa carrière à l'étranger. Elle poursuivra avec Mother's Helper en 1999.

## Distinctions
- 1996 : Nommé à l'Oscar de la meilleure musique de film[8]
- 1996 : Nommé à l'American Comedy Awards du meilleur acteur dans un second rôle
- 1997 : Nommé au Grammy Award de la meilleure musique de film